# Coupe d'Europe de BMX
La Coupe d'Europe de BMX (dénommée Ligue Européenne en 2014) ou officiellement UEC BMX European Cup est une compétition de BMX organisée par l'Union européenne de cyclisme. Elle regroupe plusieurs manches disputées dans toutes l'Europe avec un classement par points. 

## Palmarès masculin

### Podiums élites
| Année | Vainqueur                  | Deuxième                   | Troisième                  |
| 2014  | Edzus Treimanis            | Sylvain André              | Vincent Pelluard           |
| 2015  | Joris Harmsen              | Niek Kimmann               | Edzus Treimanis            |
| 2016  | Rihards Veide              | Kristens Krigers           | Kristaps Veksa             |
| 2017  | Kyle Evans                 | Joris Harmsen              | Aleksandr Katyshev         |
| 2018  | Joris Harmsen              | Niek Kimmann               | Twan van Gendt             |
| 2019  | Tore Navrestad             | Dave van der Burg          | Niek Kimmann               |
| 2020  | Pas de classement officiel | Pas de classement officiel | Pas de classement officiel |
| 2021  | Sylvain André              | Arthur Pilard              | Eddy Clerté                |
| 2022  | Romain Mayet               | Eddy Clerté                | Diego Arboleda             |
| 2023  | Ruben Gommers              | Cédric Butti               | Eddy Clerté                |
| 2024  | Eddy Clerté                | Giacomo Fantoni            | Théo Thouin                |

### Podiums moins de 23 ans
| Année | Vainqueur           | Deuxième          | Troisième      |
| 2022  | Magnus Dyhre        | Giacomo Gargaglia | Ynze Oegema    |
| 2023  | Pablo García Marcos | Marek Neužil      | Marco Radaelli |
| 2024  | Jason Noordam       | Louis Kasper      | Marek Neužil   |

### Podiums juniors
| Année | Vainqueur                  | Deuxième                   | Troisième                  |
| 2014  | Tore Navrestad             | Niek Kimmann               | Kristens Krigers           |
| 2015  | Mathijs Verhoeven          | Justin Kimmann             | Romain Racine              |
| 2016  | Cédric Butti               | Thomas Jouve               | Gabrielius Pabijanskas     |
| 2017  | Kevin van de Groenendaal   | Mikus Strazdiņš            | Cédric Butti               |
| 2018  | Léo Garoyan                | Ian van Heugten            | Bart van Bemmelen          |
| 2019  | Edvards Glazers            | Bart Van Bemmelen          | Tatyan Lui-Hin-Tsan        |
| 2020  | Pas de classement officiel | Pas de classement officiel | Pas de classement officiel |
| 2021  | Wannes Magdelijns          | Leonardo Cantiero          | Einar Lindberg             |
| 2022  | Wannes Magdelijns          | Jaymio Brink               | Lucas Mues                 |
| 2023  | Vincent Molén              | Maxime Habert              | Jason Noordam              |
| 2024  | Edgars Langmanis           | Loris Jeanmoye             | Mika Lang                  |

## Palmarès féminin

### Podiums élites
| Année | Vainqueur                  | Deuxième                   | Troisième                  |
| 2014  | Elke Vanhoof               | Simone Christensen         | Eva Ailloud                |
| 2015  | Elke Vanhoof               | Stefany Hernandez          | Simone Christensen         |
| 2016  | Judy Baauw                 | Abbie Taylor               | Daniëlle Vrenegoor         |
| 2017  | Laura Smulders             | Yaroslava Bondarenko       | Simone Christensen         |
| 2018  | Laura Smulders             | Judy Baauw                 | Elke Vanhoof               |
| 2019  | Merel Smulders             | Laura Smulders             | Saya Sakakibara            |
| 2020  | Pas de classement officiel | Pas de classement officiel | Pas de classement officiel |
| 2021  | Judy Baauw                 | Merel Smulders             | Laura Smulders             |
| 2022  | Beth Shriever              | Laura Smulders             | Zoé Claessens              |
| 2023  | Malene Kejlstrup Sørensen  | Zoé Claessens              | Mariana Pajón              |
| 2024  | Indy Scheepers             | Judy Baauw                 | Eliška Bartuňková          |

### Podiums moins de 23 ans
| Année | Vainqueur                 | Deuxième         | Troisième         |
| 2022  | Malene Kejlstrup Sørensen | Michelle Wissing | Eliška Bartunková |
| 2023  | Francesca Cingolani       | Emily Hutt       | Jui Yabuta        |
| 2024  | Valerie Vossen            | Marie Favrel     | Yvette de Waard   |

### Podiums juniors
| Année | Vainqueur                  | Deuxième                   | Troisième                  |
| 2014  | Sandie Thibaut             | Viviana van Hees           | Bettina Lillebo            |
| 2015  | Merel Smulders             | Axelle Étienne             | Margot Hetmanczyk          |
| 2016  | Merel Smulders             | Ruby Huisman               | Blaine Ridge-Davis         |
| 2017  | Vineta Petersone           | Beth Shriever              | Blaine Ridge-Davis         |
| 2018  | Zoé Claessens              | Indy Scheepers             | Charlotte Morot            |
| 2019  | Zoé Claessens              | Malene Kejlstrup Sørensen  | Nadine Aeberhard           |
| 2020  | Pas de classement officiel | Pas de classement officiel | Pas de classement officiel |
| 2021  | Thalya Burford             | Michelle Wissing           | Mariane Beltrando          |
| 2022  | Aiko Gommers               | Sabina Košárková           | Robyn Gommers              |
| 2023  | Sienna Harvey              | Betsy Bax                  | Carla Gomez Garcia         |
| 2024  | Sienna Harvey              | Meredith van der Haar      | Alina Beck                 |